# Anita Wolfstein
Anita Wolfstein (ur. 18 kwietnia 1939 we Lwowie, zm. 29 stycznia 1991 w Bristolu) – polskojęzyczna poetka żydowskiego pochodzenia, przebywająca od 1957 na emigracji.

## Życiorys
Urodziła się we Lwowie w zasymilowanej, żydowskiej rodzinie inteligenckiej. Jej ojciec był lekarzem, a matka gospodynią domową. Po ataku wojsk III Rzeszy na Związek Radziecki w 1941, została wraz z rodziną przesiedlona do lwowskiego getta. Następnie ukrywała się po aryjskiej stronie, gdzie doczekała wyzwolenia. W 1946 w wyniku wypędzeń ludności polskiej ze Lwowa wraz z rodzicami osiadła we Wrocławiu. Tam uczęszczała do VIII Liceum Ogólnokształcącego.
W 1957 wraz z rodziną wyemigrowała do Izraela i osiadła w kibucu. Wyszła wcześnie za mąż i zaczęła studiować psychologię na Uniwersytecie Bar-Ilana w Ramat Gan. W 1965 wyjechała z mężem z Izraela. Najpierw do Luksemburga, później do Szkocji. W 1968 przeprowadziła się do Stanów Zjednoczonych i zamieszkała w Bristolu w stanie Tennessee. Pracowała jako psycholog, opiekując się ofiarami gwałtów i przemocy. Przed śmiercią skróciła swoje nazwisko do Stein. Zmarła na raka.

## Twórczość
Najbardziej znanym tomem wierszy Anity Wolfstein były Aleje Jerozolimskie, wydane po jej śmierci w 2005 przez Wydawnictwo Anta. Opisuje w nich młodość, wojenne przeżycia, nowe życie w Izraelu oraz tęsknotę za Polską i Wrocławiem. Wiersze te nie mają nowatorskiej formy oraz wyszukanej metaforyki. Ich największą wartością jest to, że pokazują, co działo się w literaturze polsko-żydowskich emigrantów w Izraelu.